# 簇生椒
簇生椒（学名：Capsicum annuum var. fasciculatum）为茄科辣椒属辣椒的变种。分布在中国大陆的南北等地。